# Eugène Penard

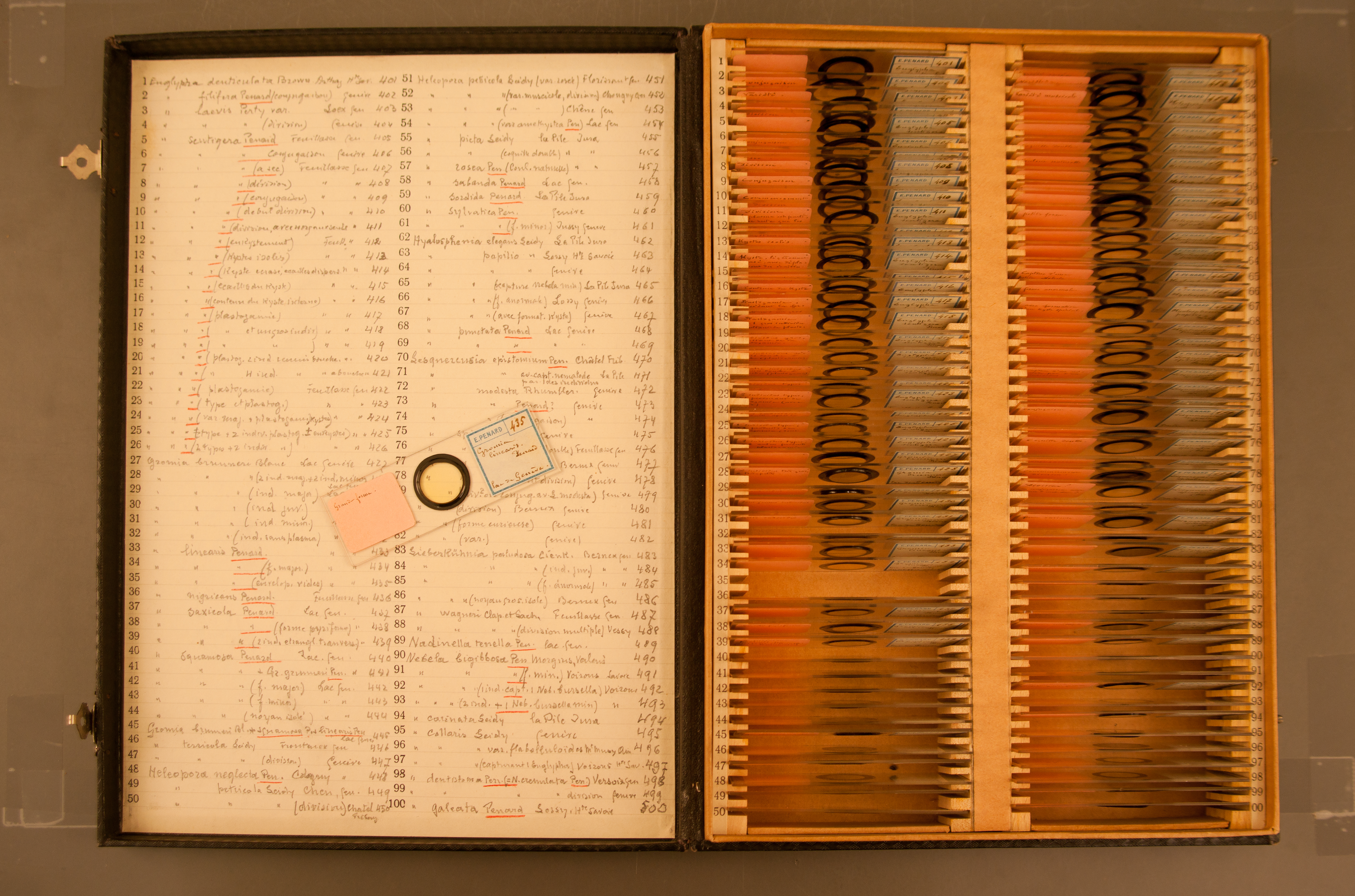
Collection Penard conservée au Muséum d'histoire naturelle de Genève.

Eugène Penard, né le 16 septembre 1855 à Genève où il est mort le 5 janvier 1954, est un biologiste et systématicien suisse.
Il est un pionnier de l'étude des Amoeba et de leur description morphologique.

## Citations
- « Entre la parcelle de protoplasma inanimé que l'homme arrivera un jour à fabriquer de toutes pièces, et la plus simple des monères, il existe un abîme, plus infranchissable que celui qui sépare cette même monère de l'être humain le mieux organisé[2] »